# Roel Reiné
Roel Reiné (Eindhoven, 19 giugno 1969) è un regista, produttore cinematografico e sceneggiatore olandese.

## Carriera
Comincia la sua carriera di cineasta nella terra natia, dove si segnala per il film indipendente d'azione The Delivery, che gli fa vincere il prestigioso premio Oscar del cinema olandese, il Golden Calf per il miglior regista; in seguito su consiglio del famoso regista olandese Paul Verhoeven, decide di trasferirsi negli Stati Uniti dove ha diretto moltissimi film d'azione a basso e medio costo tra i quali spiccano Pistol Whipped - L'ultima partita (2008) con Steven Seagal, Presa mortale 2 (2009) con il wrestler Ted DiBiase, Jr., Death Race 2 (2011) con Luke Goss, Il Re Scorpione 3 - La battaglia finale (2012) con Billy Zane ed infine Death Race 3: Inferno (2013) sempre con Luke Goss.

## Filmografia parziale

### Regista
- Pistol Whipped - L'ultima partita (2008)
- Presa mortale 2 (2009)
- Death Race 2 (2011)
- Il Re Scorpione 3 - La battaglia finale (2012)
- Death Race 3 - Inferno (2013)
- Ancora 12 Rounds (2013)
- Dead in Tombstone (2013)
- Dietro le linee nemiche - Seal Team 8 (2013)
- The Condemned - L'ultimo sopravvissuto (The Condemned 2) (2015)
- L'uomo con i pugni di ferro 2 (The Man with the Iron Fists 2) (2015)
- Armada - Sfida al confine del mare (Michiel de Ruyter) (2015)
- Senza tregua 2 (Hard Target 2) (2016)
- Inhumans – serie TV, 2 episodi (2017)
- Dead Again in Tombstone (2017)
- Vikings - L'invasione dei Franchi (Redbad) (2018)
- Fistful of Vengeance (2022)
- Halo – serie TV, episodi 1x03-1x04 (2022)
- CIA - Un uomo nel mirino (Classified) (2024)